# Stellaris
Stellaris est un jeu vidéo en 4X de grande stratégie prenant place dans un univers de science-fiction développé par Paradox Development Studio et édité par Paradox Interactive, sorti le 9 mai 2016 sur Microsoft Windows, OS X et Linux. Une version du jeu est sortie sur PlayStation 4 et Xbox One.

## Système de jeu
Stellaris est un jeu en temps réel de grande stratégie qui débute en l'an 2200. Le joueur peut contrôler chaque vaisseau par micro-gestion ou il pourra créer un ou plusieurs secteurs (ensemble de quelques systèmes solaires) qui sera contrôlé par l'IA. Il pourra développer des accords commerciaux par la diplomatie avec les autres races rencontrées. Il choisira une espèce qui aura des caractéristiques de technologie, d'éthique ou de politique spécifiques. Le joueur commencera avec une seule planète dans son espace, un vaisseau de construction, une petite flotte de navires de guerre, un port spatial et un vaisseau scientifique.
Au tout début, le jeu consistera à explorer et à coloniser l'espace immédiat. Puis, en milieu de partie, l'activité se focalisera sur la diplomatie, le commerce spatial et la gouvernance de l'empire. En fin de partie, des événements critiques pourront se produire et auront une répercussion à l'échelle galactique comme un soulèvement de robots à l'IA doué de sensations ou une invasion par des forces extra-dimensionnelles ou extra-galactiques, les deux premiers étant toujours déclenchés par les empires irréfléchis. Paradox espère que cela résoudra un problème récurrent de fin de jeu dans les styles de jeux 4X et dans lesquelles une faction est rendue si puissante que sa victoire devient inévitable, ce qui entraînerait une jouabilité frustrante.

## Développement
Stellaris est développé par Paradox Development Studio et édité par la société mère, Paradox Interactive. Le jeu utilise le même moteur Clausewitz dont s'est servi le studio en 2007 pour Europa Universalis III, mais avec quelques modifications, comme l'utilisation du physically based rendering (PBR). Le jeu a été officiellement annoncé lors de la Gamescom en août 2015. Stellaris est diffusé auprès du public le 9 mai 2016.
Après le lancement, les développeurs ont confirmé qu'il y aurait un certain nombre de packs d'extension, ainsi que des mises à jour gratuites pour résoudre les bogues et introduire de nouveaux éléments de gameplay. Le premier patch majeur est diffusé le 24 mai 2016, mettant en avant les nombreuses améliorations d'IA, ainsi qu'une race supplémentaire jouable.
À l'occasion de la gamescom 2018, Paradox Interactive annonce une nouvelle version du jeu, spécialement conçue pour PlayStation 4 et Xbox One, intitulée Stellaris : Console Edition.

### Éléments de gameplay

#### Les Empires
Centre du gameplay, les empires sont incarnés soit par l'IA soit par le joueur. Avant chaque partie le joueur à le choix entre un des empires préconfigurés ou en créer un lui-même. Différents éléments caractérisent un empire en plus des personnalisations classiques d'un jeu de gestion (nom, drapeau, apparence des vaisseaux etc.) :
- L'origine
- Le gouvernement
- Les éthiques
- Les civismes
- L'espèce principale

##### Les origines
Dans Stellaris différentes origines sont disponibles, elles représentent l'histoire de l'espèce principale de début de partie et offre différents avantages soit sur le monde natal soit pour l'empire. En avril 2022 il existait en tout 27 origines différentes , dont 22 jouables et 5 injouables (Empires contrôlés par l'IA).

##### Les gouvernements
Chaque empire a un gouvernement qui lui procure des avantages et pénalités. Celui ci est configuré en fonctions de critères différents :
1) L'autorité : Les autorités sont divisés en 2 grandes catégories : normale (démocratique, oligarchique, dictatorial, impérial ou Firme) et les consciences de gestalt (Esprit de ruche et intelligence artificielle). Les autorités normales sont modifiables au cours de la partie pour d'autres autorités (normales) à l'inverse des consciences de gestalt
2) Le type de gouvernement : Dont le type est défini en fonction des éthiques de l'empire et de l'autorité.

#### Les éthiques
L'éthique est un axe central d'un empire puisqu'il détermine comment son empire et sa population se comportent. Chaque empire a 3 "points" d'éthique qu'il peut dépenser comme ceci :
- 1 point dans les éthiques normales
- 2 points dans les éthiques fanatiques

Le joueur peut donc avoir soit : 3 éthiques normales, soit une éthique fanatique et une éthique normale.
Cependant le joueur ne peut pas prendre des éthiques opposées (ex : Militarisme / Pacifisme)
À l'exception des consciences de gestalt, chaque empire peut choisir entre les éthiques 
| Éthiques                 | Éthiques opposées         |
| ------------------------ | ------------------------- |
| Militariste (fanatique)  | Pacifiste (fanatique)     |
| Xénophobe (fanatique)    | Xénophile (fanatique)     |
| Égalitariste (fanatique) | Autoritaire (fanatique)   |
| Matérialiste (fanatique) | Spiritualiste (fanatique) |

#### Les civismes
Les civismes représentent la culture, l'identité et/ou les traditions de la population d'un empire. En début de partie le joueur peut choisir jusqu'à 2 civismes puis en milieu de partie celui-ci peut aller jusqu'à 3 avec la bonne technique. En avril 2022, Stellaris comprenait 116 civismes dont 93 jouables et 23 non jouables. Globalement les civismes sont réparties en plusieurs catégories en fonction de l'autorité :
- Les civismes standards : que tout empire qui n'est pas une conscience de gestalt ou une firme peut prendre (s'il remplit les conditions nécessaires)
- Les civismes spécifiques : Réservés à types d'autorité (exemple : les civismes de firme, les civismes d'intelligence artificielle ou les civismes d'esprit de la ruche)
- Les civismes injouables : Indisponibles pour les empires de joueur, ils sont réservés à des empires spéciaux contrôlés par l'IA, par exemple les empires déchus ou empires éveillés, les crises de milieu de partie (comme l'empire du grand Khan[12]) ou les civilisations pré-FTL. Ce type d'éthique sert à donner un avantage ou une pénalité importante à un empire afin de le rendre dangereux pour le joueur ou pour contenir sa puissance. De plus, elles servent également à donner de la profondeur à l'histoire d'un empire avec la description du civisme.

#### Les espèces
À chaque début de partie, l'empire du joueur aura une espèce principale sois issu d'un Empire préconfiguré sois qu'il aura lui-même créé. C'est une ressource importante de Stellaris car chaque espèce à ses propres traits qui peuvent représenter un avantage ou un inconvénient. Il existe en tous 5 types d'espèces différentes :
| Type de l'espèce | DLC ?                   | Ressources pour la survie | Caractéristiques |
| ---------------- | ----------------------- | ------------------------- | --- |
| Biologique       | ✗ non                   | Nourriture                | -Multiplication par croissance -Peut créer des espèces hybrides d'autres espèces (technologie nécessaire)                                            |
| Robotique        | ✗ non                   | Énergie                   | -Multiplication par assemblage -Adaptabilité parfaite à tous types de monde classiques                                                               |
| Machine          | ✓ Synthetic dawn        | Énergie                   | -Multiplication par assemblage -Déblocable seulement en jouant une intelligence artificielle -Adaptabilité parfaite à tous types de monde classiques |
| Lithoïde         | ✓ Lithoids Species Pack | Minéraux                  | -Multiplication par croissance -Longue durée de vie -Adaptabilité importante                                                                         |
| Pré-Sapient      | ✗ non                   | Aucune                    | -Ne peut pas se multiplier -Peut être pro-évolué par un empire                                                                                       |

## Accueil
Dans une pré-version du jeu, Adam Smith de Rock, Paper, Shotgun écrit que Stellaris « pourrait être le moment de gloire pour Paradox en devenant un jalon dans le développement du design des jeux en 4X et de grande stratégie. »
À sa sortie, Stellaris reçoit des critiques favorables : celles de Metacritic qui lui donne un score global de 79.
Un certain nombre de commentaires soulignent l'interface et la conception accessible du jeu, avec un début de partie très immersif et presque similaire aux RPG, fortement influencé par les décisions de directions des espèces du joueur, ainsi que la nouveauté des événements critiques de fin de jeu. Les avis plus mitigés ont également remarqué que le milieu de partie pourrait être moins convaincant, à cause d'un système diplomatique trop simple et une IA un peu passive.
Moins de 24 heures après sa sortie, Paradox Interactive a annoncé que Stellaris avait été vendu à plus de 200 000 exemplaires, battant ainsi le record de recettes des titres précédents de Paradox Interactive au cours de la même période. Il a presque égalé le record de ventes détenu actuellement par Cities: Skylines. Il est devenu le jeu vendu le plus rapidement de Paradox Development Studio.

## Contenus additionnels
Un premier contenu additionnel, dénommé Plantoids Species Pack, a été publié le 4 août 2016. Celui-ci ajoute un phénotype supplémentaire, soit quinze apparences, fondé sur des formes de vie « Plantoïdes ». Il ajoute aussi une apparence de vaisseau et de colonie supplémentaire.
Un second contenu additionnel dénommé Leviathan Story Pack a été publié le 10 octobre 2016. Celui-ci ajoute divers mécanismes comme les enclaves, les gardiens et un système de guerre galactiques entre empire déchu réveillés. Le joueur dispose de nouvelles quêtes et de nouvelles possibilités diplomatiques avec les empires déchus et les enclaves.
Un troisième contenu additionnel dénommé Utopia a été publié le 6 avril 2017. Celui-ci rajoute des mécanismes comme la possibilité de construire des mégastructures à l'intérieur de certains systèmes stellaires, aux atouts d’ascension et à la possibilité de jouer des empires ayant un esprit de ruche (en). Il modifie en outre le système de gestion des espèces de son empire, de la politique et des factions.
Un quatrième contenu additionnel intitulé Synthetic Dawn a été publié le 21 septembre 2017. Celui-ci permet au joueur de commencer avec un empire robotique dès le début de la partie, ajoute une toute nouvelle série de quêtes, améliore la révolte des intelligences artificielles et ajoute quelques portraits artificiels.
Un cinquième contenu additionnel intitulé Apocalypse est sorti le 22 février 2018. Celui-ci a ajouté des armes orbitales de destruction massive, des vaisseaux capitaux plus massif, un nouveau système de piraterie et enfin de nouveaux atouts d'ascension.
Un sixième contenu additionnel intitulé Distant Stars a été publié le 22 mai 2018. Celui-ci a ajouté plus d'évènements aléatoires, plus d'anomalies ainsi que de nouvelles possibilités pour le milieu de partie
Un septième contenu additionnel intitulé MegaCorp est sorti le 6 décembre 2018. Celui-ci réforme l'ensemble du système économique pour la seconde fois, ajoute plusieurs nouvelles ressources, une nouvelle forme de gouvernement : les méga corporations, ou firmes.
Un huitième contenu additionnel intitulé Ancient Relics Story Pack est sorti le 4 juin 2019. Celui-ci ajoute plus de vie au sein de la galaxie, et un nouveau système archéologique apportant divers bonus aux joueurs lors des fouilles.
Un neuvième contenu additionnel a été publiée le 24 octobre 2019. Celui-ci intitulé Lithoids Species Pack rajoute un nouveau phénotype à l'apparence minérale. En résultent de nouvelles apparences et mécaniques in-game propre à cette forme de vie.
Un dixième contenu additionnel, intitulé Federations, a été publié le 17 mars 2020 et ajoute cinq types de fédérations, le système de Communauté galactique, de nouvelles origines pour les empires incarnés par le joueur, de nouvelles mégastructures ainsi que le Juggernaut, un nouveau type de vaisseau.
Le onzième contenu additionnel, intitulé Nemesis, a été publié le 15 avril 2021. Celui-ci ajoute un nouveau système d'espionnage, ainsi que la possibilité de devenir une des crises de fin de partie.
Le douzième contenu additionnel, intitulé Aquatics, a été publié le 22 novembre 2021. Celui-ci ajoute des espèces aquatiques, de nouvelles origines, ainsi que des mécaniques spécifiques à ce type d'espèce.
Le treizième contenu additionnel, intitulé Overlord, a été publié le 12 mai 2022. Celui-ci ajoute de nouvelles fonctionnalités dans le système de vassalisation d'empires. Il ajoute aussi deux Mégastructures : L'anneau Orbital et l'hyper-relais. 
Le quatorzième contenu additionnel, intitulé Toxoids, a été publié le 20 septembre 2022. Celui ajoute des espèces toxiques avec des fonctionnalités qui leur sont propres, ainsi que de nouvelles origines.
Le quinzième contenu additionnel, intitulé First Contact, a été publié le 14 mars 2023. Celui porte sur la complexification des relations, de diplomatie ou d'espionnage, sur les civilisations n'ayant pas encore développé le voyage Voyage interstellaire.
Le seizième contenu additionnel, intitulé  Galactic Paragons, a été publié le 9 mai 2023. Celui-ci porte sur la refonte totale du système des personnalités (généraux, scientifiques,  et gouverneurs), et ajoute des héros galactiques : des personnalités aux bonus très élevés.
Le dix-septième contenu additionnel, intitulé Astral Planes, a été publié le 16 novembre 2023. Celui-ci porte sur l'ajout de failles dans l'espace-temps menant à des univers parallèles, permettant d'acquérir des actions astrales, donnant des bonus durant une durée limitée, et ayant un cooldown avant une réutilisation.
Le dix-huitème contenu additionnel, intitulé The Machine Age, a été publié le 7 mai 2024. Celui-ci porte sur l'ajout de civilisations machines jouable, ou bien de faire avancer la cybernétique sur sa propre espèce. Il vient avec une nouvelle crise qui est lié aux robots.
Le dix-neuvième contenu additionnel, intitulé Cosmic Storms, a été publié le 10 septembre 2024. Celui-ci porte sur l'ajout de fonctionalité mineurs, tel que des tempêtes ou de nouvelles technologies.
Le vingtième contenu additionnel, intitulé Grand Archive, a été publié le 29 octobre 2024. Celui-ci porte sur l'ajout de specimens et autre artefacts à récuperer dans la galaxie, modifiié génétiquement les specimens. Il vient aussi avec deux espèces de la faune mortelle, une crise de mid game, deux civismes ainsi que deux traditions.
Le ving-et-unième contenu additionnel, intitulé BioGenesis, a été publié le 5 mai 2025. Celui-ci porte sur l'ajout de vaisseaux biologiques, un chemin de crise du joueur, 3 nouvelles origines, un nouvel empire déchu, 7 nouveaux civismes, 16 nouveaux traits d'espèces ainsi qu'une Mégastructure : Citadelle d'espace lointain.

## Modding
L'éditeur du jeu autorise le développement et l'ajout de mods (via le Steam Workshop ou les forums paradox) par les utilisateurs du jeu.